# Романтична комедія (фільм, 1983)
Романтична комедія (англ. Romantic Comedy) — американський романтичний фільм з елементами комедії, знятий режисером Артуром Гіллером у 1983 році однойменної п'єси Бернарда Слейда.

## Опис
Джейсон Крамер (Дадлі Мур) є визнаним та популярним драматургом, але у нього творча криза. Йому потрібен літературний партнер, який би став джерелом натхнення. Фібі Креддок (Мері Стінберґен) — вчителька провінційної школи, котра мріє стати письменником. 
Завдяки прикрому непорозумінню, вони починають працювати разом. Їхня співпраця продовжується дев'ять років.За цей час Джейсон Крамер закохується в Фібі Креддок, та починає за нею упадати, але він одружений. Коли ж він стає вільним,  Фібі виходить заміж за іншого.

## У роях
- Дадлі Мур — Джейсон Крамер
- Мері Стінберґен — Фібі Креддок
- Френсіс Штернгаґен — Бланш Кремер
- Джанет Ейлбер — Елісон Крамер
- Робін Дуґласс — Кеті Меллорі
- Рон Лібман — Лео
- Розіка Галмош — Мейд
- Шон Патрік Ґерін — Тіммі
- Дік Ваянд — репортер
- Брас Адамс — бармен